# Nicky Jam: el ganador
Nicky Jam: el ganador es una serie de televisión biográfica estadounidense basada en la vida del cantante de reguetón Nicky Jam.  La serie es dirigida por Jessy Terrero, fue creada por Jessy Terrero y Jorge Dorantes y producida por Endemol Shine Boomdog para Telemundo y Netflix. Está protagonizada por Nicky Jam como el personaje titular. El rodaje comenzó el 15 de enero de 2018, y la serie consta de 13 episodios.
La serie en España y Latinoamérica se estrenó primero por streaming en Netflix el 30 de noviembre de 2018. Después, en Estados Unidos, la serie se estrenó el 16 de septiembre de 2019 por Telemundo.

## Trama
La serie cuenta la historia de Nicky Jam, un joven estadounidense nacido en Lawrence, Massachussets de madre dominicana y padre puertorriqueño. El joven tuvo una infancia muy difícil, pues creció en un entorno manchado por las drogas y la delincuencia, ya que vivía en una ciudad peligrosa y sus padres consumían sustancias ilícitas. Cuando tenía unos 8 años, se fue a vivir a la isla de Puerto Rico junto con su padre José Rivera y su hermana Stephanie tras el divorcio de sus padres. Sería en San Juan, Puerto Rico donde pasaría la mayor parte de su vida. Desde muy pequeño se interesó en la música urbana, comenzó a cantar géneros como reguetón y rap cuando era un adolescente y así llamaría la atención de varios productores y cantantes importantes de Puerto Rico para la época. Aproximadamente a los 19 años de edad, formó un dúo musical junto con el reconocido artista Daddy Yankee llamado Los Cangris. Este dúo fue uno de los mejores del género urbano en ese tiempo hasta que por conflictos entre los artistas, llegó a su fin. Sin embargo, Nicky desde joven abusaba de fármacos y eso lo perjudicó en su vida personal y en su carrera artística que iría en descenso hasta tocar fondo.Pero el artista se muda a Medellín, Colombia donde empieza su proceso de rehabilitación para alejarse de las drogas. Ya rehabilitado, Nicky decide intentarlo de nuevo en el mundo de la música y su carrera fue creciendo de nuevo hasta llegar a lo más alto.

## Reparto
- Nicky Jam como Él mismo
  - Darkiel como Nicky Jam (joven)
  - Avery Rodríguez como Nicky Jam (niño)
- José Caro como José Rivera
  - Alexon Duprey como José Rivera (joven)
- José Arroyo como Daddy Yankee
- Diego Cadavid como Juan Diego
- Leli Hernández como Stephanie Rivera
- Ana Lucía Domínguez como Rosa
- Miky Woodz como Alejo
- Néstor Rodulfo como Cutí
- Jon Z como Piri
- Essined Aponte como Aleysha
- Osvaldo Friger como Alberto Stylee
- Elyfer Torres como Julia
- J Balvin como Él mismo
- Sharlene Taule como Cassandra
- Juhn como Rigo
- Valentino como Él mismo
- Tali Goya como Oscar
- Wes Williams como Miguel
- Ñengo Flow como Ciro
- De La Ghetto como El Barbero
- Noel Gugliemi como Stephen
- Tito Román Rivera como DJ Playero
- Catherine Castro como Damaris
- Orlando Núñez como Papo
- Hector "Misterr P" Perez Figueroa como Pina

## Episodios
| N.º | Título                                  | Dirigido por  | Escrito por                        | Fecha de emisión original | Fecha de lanzamiento original (plataforma) |
| --- | --------------------------------------- | ------------- | ---------------------------------- | ------------------------- | ------------------------------------------ |
| 1 | «Los Cangris»                           | Jessy Terrero | Ari Maniel Cruz Jorge Dorantes     | 16 de septiembre de 2019  | 30 de noviembre de 2018                    |
| Nicky Jam y Daddy Yankee crean "Los Cangris". Pero, pierden una gran oportunidad en la industria musical en Puerto Rico porque un gánster los quiere muertos y ellos deben irse de la isla.       |                                         |               |                                    |                           |                                            |
| 2 | «Escape a Nueva Yol»                    | Jessy Terrero | Kisha Tikina Burgos Jorge Dorantes | 17 de septiembre de 2019  | 30 de noviembre de 2018                    |
| Nicky y Daddy se esconden en Nueva York y descubren por qué un gánster quiere asesinarlos. Para sobrevivir, Nicky vende drogas y termina en la cárcel. Los dos amigos enfrentan su destino.       |                                         |               |                                    |                           |                                            |
| 3 | «Con el micrófono y la forty»           | Jessy Terrero | Jorge Dorantes Ray Figueroa        | 18 de septiembre de 2019  | 30 de noviembre de 2018                    |
| Daddy y Nicky intentan seguir trabajando en su música. Ambos están armados para protegerse. La pandilla de Nicky y Daddy mata al gánster que los perseguía.                                       |                                         |               |                                    |                           |                                            |
| 4 | «En la cama»                            | Jessy Terrero | Ari Maniel Cruz Jorge Dorantes     | 19 de septiembre de 2019  | 30 de noviembre de 2018                    |
| El grupo los Cangris triunfa y va de gira por los Estados Unidos. Nicky queda sorprendido al ver a su madre. Lo involucran con un tiroteo, que le causa más problemas con la justicia.            |                                         |               |                                    |                           |                                            |
| 5 | «El infiltrado»                         | Jessy Terrero | Kisha Tikina Burgos Jorge Dorantes | 20 de septiembre de 2019  | 30 de noviembre de 2018                    |
| Daddy saca a Nicky de apuros. Después de un año en prisión, Nicky no ha cambiado, continúa con la misma vida de exceso que antes. Los dos amigos se separan para siempre.                         |                                         |               |                                    |                           |                                            |
| 6 | «Vida escante»                          | Jessy Terrero | Jorge Dorantes                     | 23 de septiembre de 2019  | 30 de noviembre de 2018                    |
| Nicky trabajar en su nuevo álbum y Daddy lanza un sencillo con un verso que Nicky toma como personal. Nace la confrontación musical entre ellos y la canción: Gasolina, es un éxito global.       |                                         |               |                                    |                           |                                            |
| 7 | «El origen»                             | Jessy Terrero | Kisha Tikina Burgos Jorge Dorantes | 24 de septiembre de 2019  | 30 de noviembre de 2018                    |
| Mientras Daddy está en la cima del éxito, nadie quiere trabajar con Nicky; vive en un hogar humilde con otro adicto. Su padre va a la cárcel, tras haber sido un fugitivo durante 20 años.        |                                         |               |                                    |                           |                                            |
| 8 | «El futuro es paisa»                    | Jessy Terrero | Jorge Dorantes                     | 25 de septiembre de 2019  | 30 de noviembre de 2018                    |
| Nicky Jam canta en Medellín. Su popularidad aumenta y el público lo ama. Regresa a Puerto Rico con nueva energía, comienza a perder peso y rompe sus negocios con su compañero adicto.            |                                         |               |                                    |                           |                                            |
| 9 | «Medellín»                              | Jessy Terrero | Ari Maniel Cruz Jorge Dorantes     | 26 de septiembre de 2019  | 30 de noviembre de 2018                    |
| Nicky se muda a Colombia, empieza a dar conciertos y a ganar dinero; consume tanta droga que sufre una sobredosis. En el hospital, el médico le dice que morirá si no cambia.                     |                                         |               |                                    |                           |                                            |
| 10 | «Cold Turkey» «Síndrome de abstinencia» | Jessy Terrero | Jorge Dorantes                     | 27 de septiembre de 2019  | 30 de noviembre de 2018                    |
| El padre de Nicky se ocupa de él mientras mejora. Ambos saben que la vida del cantante corre peligro. La recuperación es muy dolorosa y Nicky, hasta piensa en volver a su vida anterior.         |                                         |               |                                    |                           |                                            |
| 11 | «Ave Fénix»                             | Jessy Terrero | Kisha Tikina Burgos Jorge Dorantes | 30 de septiembre de 2019  | 30 de noviembre de 2018                    |
| Nicky parece haber perdido la esperanza en su música y piensa en volver al negocio de las drogas. Juan Diego lo lleva a un programa de televisión y la reacción del público es increíble.         |                                         |               |                                    |                           |                                            |
| 12 | «Un pastel» «Isabel»                    | Jessy Terrero | Jorge Dorantes                     | 1 de octubre de 2019      | 30 de noviembre de 2018                    |
| Acompañado por su mánager, Juan Diego, Nicky lanza un video musical en YouTube que es todo un éxito; emprende una exitosa gira por Colombia y convence a su madre que pase un tiempo en Medellín. |                                         |               |                                    |                           |                                            |
| 13 | «Dímelo Papi llegamos al Choli»         | Jessy Terrero | Ari Maniel Cruz Jorge Dorantes     | 2 de octubre de 2019      | 30 de noviembre de 2018                    |
| Gran concierto en Puerto Rico de Nicky Jam; firma un acuerdo con Sony Music y se prepara para hacer un álbum llamado "Fénix". Ahora tiene dinero, éxito y un nuevo amor en su vida.               |                                         |               |                                    |                           |                                            |